# Дудайтикау
Дудайтикау или Дуда́йта (осет. Дудайтыхъæу) — село в Закавказье, расположено в Ленингорском районе Южной Осетии, фактически контролирующей село; согласно юрисдикции Грузии — в Ахалгорском муниципалитете.

## География
Село находится на реке Лехура на юге Ленингорского района с востоку от села Цхилон, к северо-востоку от села Орчосан.

## Население
Село населено этническими осетинами. По данным 1959 года в селе жило 102 жителей, в основном осетины.

## История
В период южноосетинского конфликта в 1992—2008 гг. село входило в состав западной части Ленингорского района РЮО, находившейся в зоне контроля РЮО. После войны в августе 2008 года село осталось под контролем властей РЮО.

## Топографические карты
- Лист карты K-38-65 Ленингори. Масштаб: 1 : 100 000. Издание 1979 г.